# Полянська Анастасія Сергіївна
Анастасія Сергіївна Полянська (уроджена Яценко; 5 лютого 1986, Жовті Води, Дніпропетровська область, Українська РСР) — українська і російська триатлоністка. Чемпіонка світу 2007 року в естафеті.

## Біографічні відомості
Народилася в Жовтих Водах. Тріатлоном займалася в Донецьку під керівнитвом свого батька Сергія Леонтійовича Яценка. Разом з Олесею Пристайко і Юлією Єлістратовою здобула золоті нагороди в естафеті на молодіжному чемпіонаті Європи 2006 року в Хорватії. Наприкінці того року родина Яценків переїхала до російської Пензи. 2007 року Анастасія Сергіївна Яценко отримала російське громадянство і в складі збірної стала чемпіонкою світу в естафеті (з Іриною Абисовою і Євгенією Матвєєвою). Срібло тієї першості здобули українки Єлістратова, Пристайко і Циганок. 14 грудня одружилася з тріатлоністом Дмитром Полянським. 2008 року народила доньку і не брала участь у спортивних змаганнях того сезону. У наступні три роки стала чемпіонкою Азії з акватлону, володаркою Кубка Азії, Прем'єр-кубка Азії і Панамериканського прем'єр-кубка. Разом з чоловіком, його сестрою Любов'ю і братом Ігорем виступала за команду «Сан-Рафаель Тріатлон» в змаганні з найсильнішими атлетами світу під назвою «Гран-прі тріатлону». Турнір проходив на стадіонах Франції у 2012 році. За підсумками сезону «Сан-Рафаель» посів сьоме місце, а переможцями жіночого турніру став «Пуассі Тріатлон», з Андреа Г'юїтт, Ерін Деншем і Рахель Кламер у складі.

## Статистика
Статистика виступів на чемпіонатах світу:
| Дата | Назва турніру                    | Місце | Набрані очки | Примітки |
| ---- | -------------------------------- | ----- | ------------ | -------- |
| 2006 | Чемпіонат світу                  | DNF   |              |          |
| 2007 | Чемпіонат світу (естафета)       |       |              |          |
| 2009 | Чемпіонат світу (естафета-мікст) | 6     |              |          |
|      | Світова серія                    | 102   | 43           | [ 5 ]    |
| 2010 | Світова серія                    | 64    | 344          |          |
| 2011 | Чемпіонат світу (спринт)         | DNF   |              |          |
|      | Чемпіонат світу (естафета-мікст) | 9     |              |          |
|      | Світова серія                    | 93    | 179          |          |
| 2012 | Світова серія                    | 159   | 43           |          |

Кращі виступи у міжнародних турнірах:
| Дата       | Турнір                         | Місто       | Місце |
| ---------- | ------------------------------ | ----------- | ----- |
| 2004-10-27 | Кубок Європи                   | Аланія      |       |
| 2006-06-11 | Кубок Європи                   | Ердек       |       |
| 2009-10-10 | Кубок Азії                     | Палембанг   |       |
| 2009-10-10 | Чемпіонат Азії з акватлону     | Палембанг   |       |
| 2010-06-27 | Прем'єр-кубок Азії             | Бурабай     |       |
| 2011-03-20 | Панамериканський кубок         | Сантьяго    |       |
| 2011-03-27 | Панамериканський прем'єр-кубок | Вальпараїсо |       |